# Lepidocheirosaurus
Lepidocheirosaurus natatilis is een theropode dinosauriër, die tijdens het late Jura leefde in het gebied van het huidige Siberië.
In 2015 benoemden en beschreven Wladimir Alifanow en Sergej Saweljow de typesoort Lepidocheirosaurus natatilis. De geslachtsnaam is afgeleid van het Oudgrieks λεπίς, lepis, "schub", en χείρ, cheir, "hand", een verwijzing naar fossielen die de handschubben bewaarden. De soortaanduiding natatilis betekent "in staat te zwemmen" in het Latijn en verwijst naar een vermeende zwemmende levenswijze.
Fossielen aan Lepidocheirosaurus toegewezen zijn gevonden in de Oekoereiskajaformatie die dateert uit het middelste tot late Jura, Bajocien-Tithonien. Ze bestaan uit handen, staartwervels en omzettingsresten van hoornschubben, platgedrukt op steenplaten.
Problematisch aan deze vondsten is dat ze gedaan zijn in een vindplaats waaruit dezelfde auteurs de Ornithischia Kulindapteryx en Daurosaurus hebben beschreven. Volgens de wetenschappers die de fossielen daarvan daadwerkelijk hebben opgegraven gaat het hier echter in feite om één enkele soort die ze voorlopig Kulindadromeus hebben gedoopt. Het vermoeden is uitgesproken dat de vermeende resten van Lepidocheirosaurus ook al tot dit taxon zouden behoren zodat het een jonger synoniem zou zijn.
Lepidocheirosaurus is een vrij kleine soort. De indeling en lengte van de vingerkootjes is afwijkend van die van andere theropoden, met een kort eerste kootje van de eerste vinger. De Italiaanse paleontoloog Andrea Cau heeft daarom gesuggereerd dat de vermeende hand in feite een voet van Kulindadromeus zou betreffen, waarbij de eerste vinger in werkelijkheid een tweede teen zou zijn. Ook afwijkend voor een theropode is dat de achterste gewrichtsuitsteeksels van de staartwervels ongeveer even lang zijn als de voorste gewrichtsuitsteeksels, in plaats van even lang. Opnieuw zou dat normaal zijn voor een basale euornithopode.
Alifanow & Saweljow viel een overeenkomst op met de ook al van slechte vondsten bekende Nqwebasaurus thwazi de Klerk et al., 2000 van het Onder-Krijt van Zuid-Afrika en verbonden beide soorten daarom in 2015 in een nieuwe familie Nqwebasauridae die zou behoren tot de Ornithomimosauria. In 2014 achtten ze dezelfde resten nog niet determineerbaar en plaatsten ze als Theropoda incertae sedis.
Lepidocheirosaurus zou, als vrij kleine vorm, in de waterlagen naar kleine prooi hebben gezocht.